# Мивтахим
Мивтахим (ивр. מִבְטַחִים‎) — израильский мошав, административно входящий в региональный совет Эшколь, недалеко от сектора Газа, принадлежащий «Мошавному движению». Его площадь составляет 4000 дунамов. Источником названия «Мивтахим» является стих: «И народ Мой будет жить в доме мира и в шатрах уверенности» (Исаия. 32:18). Мошав — традиционно—светское поселение, здесь также есть синагога и миква. Основным занятием в мошаве является сельское хозяйство: выращивание овощей, цветов и саженцев. Среди других центров занятости в поселке — торговые дома, упаковочные и слесарные мастерские.

## История
Поселение Мивтахим впервые было основано 7 февраля 1947 года как кибуц движения «Ха-овед ха-циони». 22 апреля 1948 года произошел серьёзный инцидент между британской армией и охранниками. К воротам кибуца подъехало британское бронетанковое подразделение в составе нескольких танков и бронетранспортёров. Британцы потребовали передать грузовик, который, по их утверждениям, был конфискован у арабов, а также передать для допроса водителя кибуца. Когда они ответили отрицательно, танки начали обстреливать дом охраны и посты кибуца. По кибуцу было выпущено тридцать снарядов, шесть из которых попали в дом охраны и убили члена кибуца Хаима Фишера. Вечером британцы отступили от сил безопасности кибуца. После окончания Войны за независимость члены Мивтахим решили освободить это место и объединиться с членами кибуца Ницаним, чтобы основать новый кибуц Ницаним.

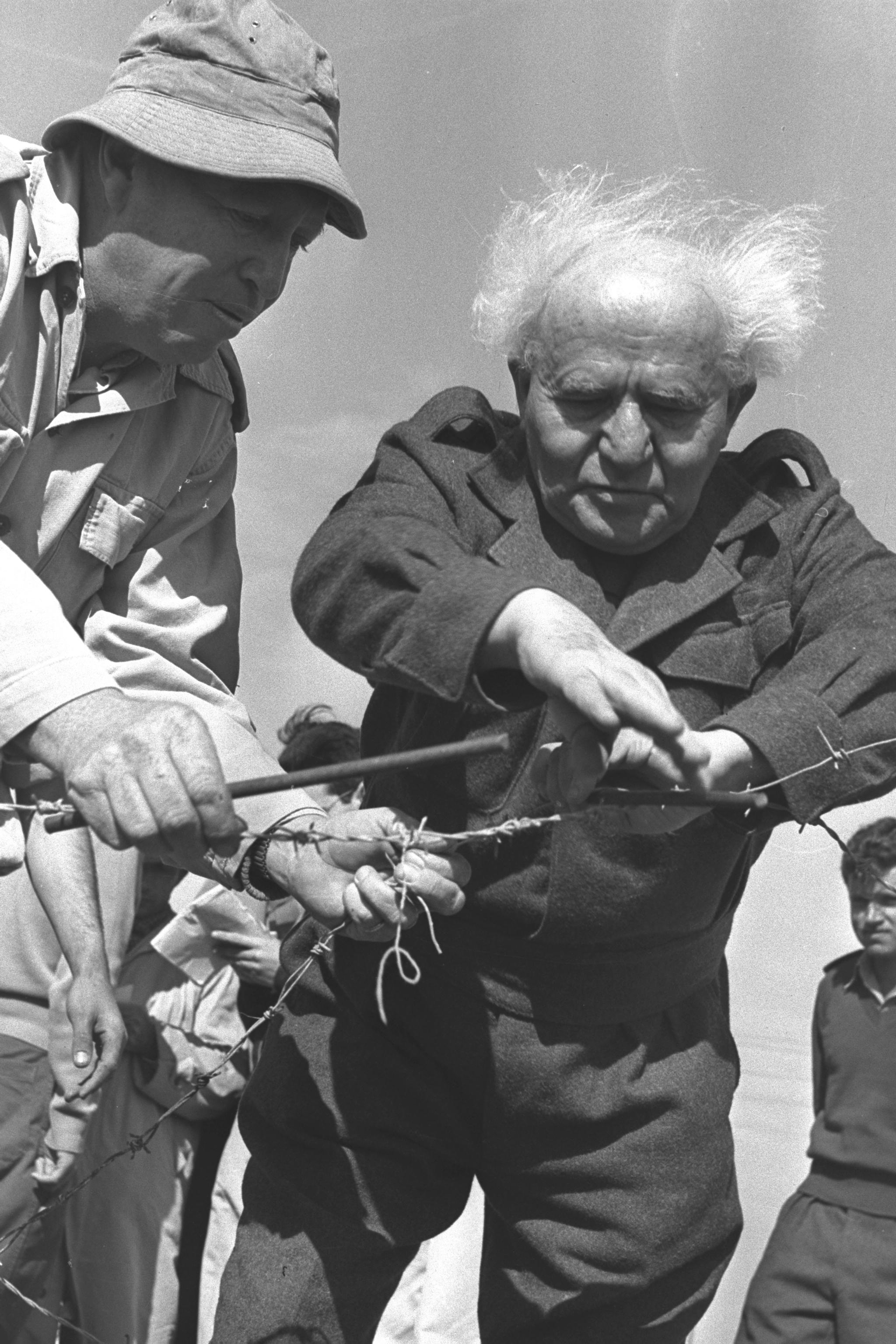
Бен-Гурион на строительстве забора Мивтахим, март 1956

Мошав Мивтахим был восстановлен в 1950 году репатриантами из Курдистана недалеко от заброшенного старого поселения, а краеугольный камень заложили сами премьер-министр Давид Бен-Гурион и министр иностранных дел Моше Шарет. В 1954 году в мошав прибыли новые репатрианты из Марокко и Курдистана. Поселение было передовой базой ЦАХАЛа во время Синайской войны, огороженным и окруженным огневыми позициями и коммуникационными траншеями, откуда для проведения операции выходили пехотные войска.
От старого Мивтахима остался только Дом обороны, который был объявлен национальным объектом в 1982 году. Дом находится в аварийном состоянии среди фермерских теплиц, он пробит обстрелом и может в любой момент обвалиться.
Будучи сельскохозяйственным поселением или поселением в зоне развития, наемные работники, которые переносят место жительства в поселок и проживают в нём не менее шести месяцев подряд, считаются уволенными, а не уволившимися, с соответствующими условиями. Поскольку это один из населенных пунктов, окружающих сектор Газа, его жителям предоставляется налоговая льгота в соответствии с разделом 11 Постановления о подоходном налоге.

## Население
По данным Центрального статистического бюро Израиля, население на начало 2020 года составляло 439 человек.